# William W. Mackall
William Whann Mackall (18 januari 1817 – 12 augustus 1891) was een Amerikaanse beroepsmilitair. Na een loopbaan  van 24 jaar in het United States Army nam hij in 1861 ontslag uit het leger om zich aan te sluiten bij het Confederate States Army. Na de oorlog werd hij landbouwer in Virginia.

## Vroege jaren
William W. Mackall werd geboren op 18 januari 1817 in Georgetown, Washington D.C.. In 1822 verhuisde zijn familie naar Cecil County in Maryland.  Mackall werd in 1837 toegelaten tot de United States Military Academy, West Point. Hij huwde met de zuster van Gilbert Moxley Sorrel die later een brigadegeneraal in het Confederate States Army zou worden.

## Militaire loopbaan in het United States Army
Nadat hij afgestudeerd was in West Point werd Mackall benoemd tot tweede luitenant in het 1st Regiment of Artillery. Op 19 juli 1838 werd hij bevorderd tot eerste luitenant. Mackall raakte op 11 februari 1839 ernstig gewond bij River Inlet, Florida tijdens de Seminole oorlogen. Tussen 20 januari 1840 en 31 augustus 1841 was hij de regimentsadjudant.
Mackall en zijn eenheid namen deel aan de Mexicaans-Amerikaanse Oorlog en zagen actie in de slagen van Monterey, Contreras, Churubusco en Chapultepec. Voor zijn inzet en moed werd hij bevorderd tot gebrevetteerd kapitein en snel daarna tot gebrevetteerd majoor. Mackall raakte in Chapultepec gewond aan zijn arm.  Hij  werd aangesteld als assistent adjudant generaal en bleef deze functie ook uitoefenen na de oorlog met Mexico. Mackall werd in deze functie onder andere naar het Departement of the Pacific gestuurd.

## Amerikaanse Bugeroorlog

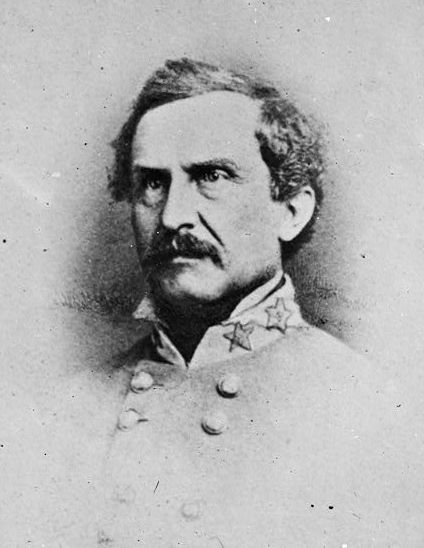
Luitenant-kolonel William W. Mackall in uniform

Bij het uitbreken van de Amerikaanse Burgeroorlog weigerde hij op 11 mei 1861 een promotie tot luitenant-kolonel en nam hij op 3 juli ontslag uit het leger. Hij sloot zich aan bij het Confederate States Army en werd benoemd tot luitenant-kolonel op 9 september 1861 en tot assistent adjudant generaal in het Trans-Mississippi Department onder generaal Albert Sidney Johnston op 15 september. Op 6 maart 1862 werd hij dankzij de voorspraak van generaal P.G.T. Beauregard bevorderd tot brigadegeneraal.
Mackall werd naar Island Number Ten gestuurd om brigadegeneraal John P. McCown te vervangen op 15 maart 1862. Na de succesvolle Noordelijke aanval op Island Number Ten werd  Mackall op 7 april 1862 gevangen genomen. Hij kwam  op 15 augustus 1862 vrij na een gevangenenruil. Tussen 5 november 1862 en 8 december 1862 was hij verantwoordelijk voor de bevoorrading in het Department of East Tennessee. Tot in april 1863 was hij bevelhebber van het westelijke deel van het Departement ter vervanging van generaal-majoor Simon Bolivar Buckner die naar Mobile, Alabama was gestuurd om de defensieve stellingen te versterken.
Tussen 17 april 1863 en 12 oktober 1863 was Mackall werkzaam als stafchef van generaal Braxton Bragg in het Army of Tennessee. Ze hadden samen gestudeerd in West Point. Na de Slag bij Chickamauga vroeg Mackall om ontgeven te mogen worden van zijn taak. Dit werd toegestaan waarna hij het bevel op zich nam van een brigade in de divisie van generaal-majoor John H. Forney.Tussen 16 oktober 1863 en 26 januari 1864 was deze divisie in het Department of Mississippi and East Louisiana gestationeerd.
Mackall werd aangesteld als stafchef van generaal Joseph E. Johnston en diende in deze functie van 26 januari 1864 tot 24 augustus 1864. Toen luitenant-generaal John Bell Hood Johnstons plaats innam als bevelhebber van het Army of Tennessee nam Mackall ontslag uit zijn functie. Hij had geen actieve rol meer in het leger tot hij in maart en april 1865 het bevel op zich nam van de Zuidelijke strijdkrachten in het zuiden van Georgia. Hij werd op 10 april gevangen genomen door Noordelijke eenheden.

## Latere jaren

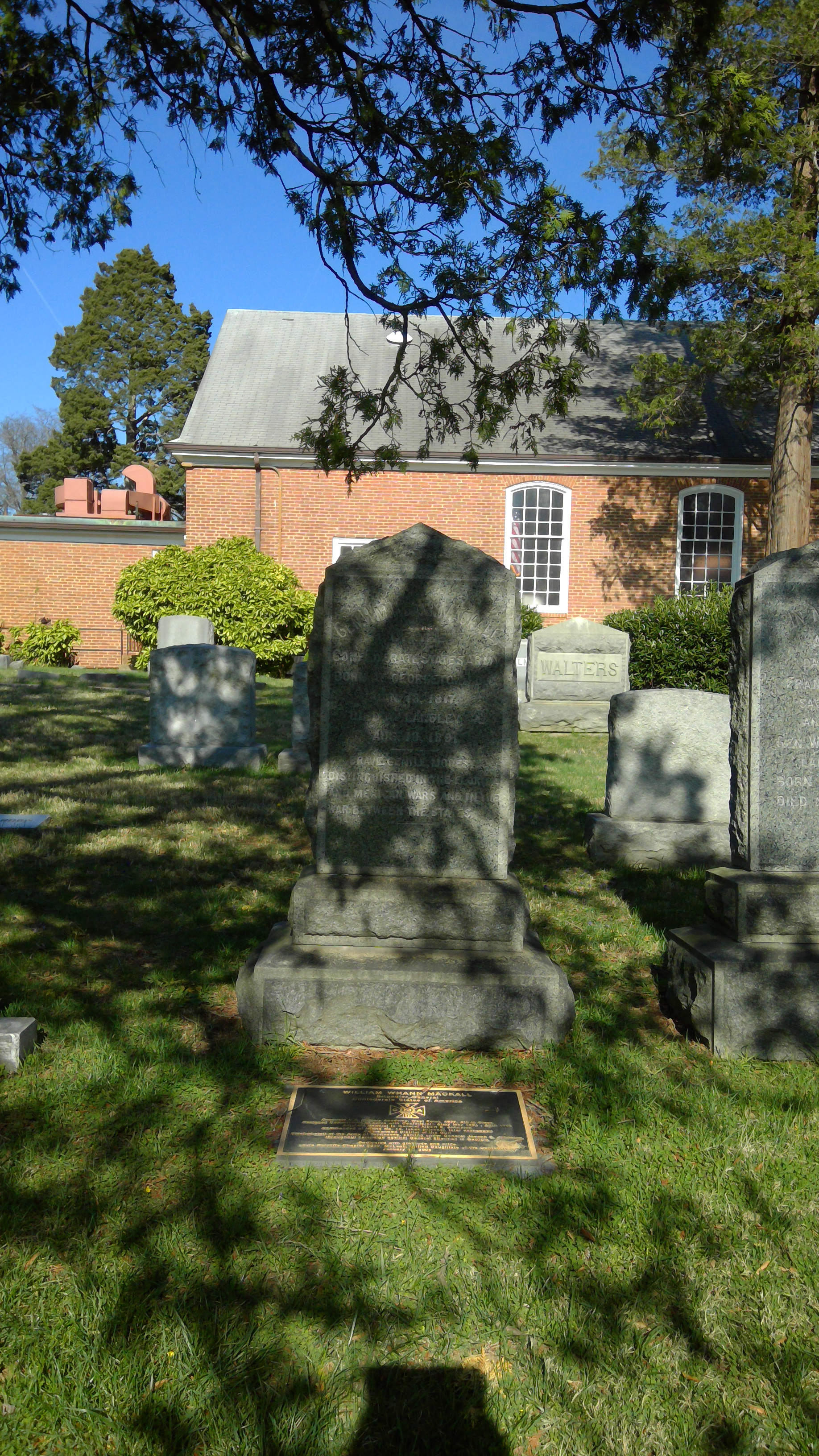
Mackalls graf in Fairfax County, Virginia

Na de oorlog kocht Mackall verschillende boerderijen op in Fairfax County, Virginia en handelde hij in onroerend goed. William W. Mackall overleed op 12 augustus 1891 op één van zijn boederijen in Langley, Virginia. Hij werd begraven op het Lewinsville Presbyterian Church Cemetery in McLean, Virginia.